# Tom Poes en de dienmachien
Tom Poes en de dienmachien is een ballonstripverhaal uit de Tom Poes-reeks. Het verscheen in 1963 voor het eerst in het tijdschrift Revue. In 1987 werd het opnieuw gepubliceerd als vervolgverhaal in de Donald Duck.

## Samenvatting
Als Tom Poes op een dag heer Bommel op slot Bommelstein opzoekt, heeft heer Bommel een verrassing; hij heeft een automaat ("dienmachien") in gebruik genomen die de vaste bediende Joost al het werk uit handen neemt. Het apparaat kan dit doordat het Joosts gedachten kan lezen. Zodoende weet het steeds wat Joost van plan is, om dit vervolgens zelf te doen nog voordat Joost hiertoe de kans krijgt. 
Diep verontwaardigd over de manier waarop hij aan de kant is gezet, neemt Joost ontslag. Vervolgens neemt de dienmachien ook ontslag, aangezien die is afgestemd om alle gedachten van Joost te volgen. Heer Bommel stemt het apparaat opnieuw af, zodat het uitsluitend nog zijn bevelen gehoorzaamt. Dit pakt echter rampzalig uit, omdat het apparaat de commando's van heer Bommel voortdurend verkeerd begrijpt.  Ook Tom Poes heeft na een ruzie met heer Bommel besloten om Bommelstein te verlaten, zodat heer Bommel nu geheel alleen aan zijn lot is overgeleverd.
Uiteindelijk blijkt de oplossing eenvoudig: heer Bommel zegt tegen het apparaat dat het onschadelijk zou moeten worden gemaakt, waarna het apparaat ook dit bevel opvolgt en zichzelf vernietigt. Joost is hierna bereid om zijn werkgever te vergeven en terug te komen op Bommelstein.